# Henryk Strąkowski
Henryk Strąkowski (ur. 16 stycznia 1910 w Woli Uchańskiej, zm. 6 czerwca 1965 w Lublinie) – polski duchowny rzymskokatolicki, biblista, biskup pomocniczy lubelski w latach 1958–1965.

## Życiorys
Urodził się 16 stycznia 1910 w Woli Uchańskiej w powiecie hrubieszowskim w rodzinie Karola i Anieli z Gałanów. W 1928 ukończył Gimnazjum im. Stefana Czarnieckiego w Chełmie, po czym wstąpił do Seminarium Duchownego w Lublinie. Święcenia kapłańskie przyjął 18 czerwca 1933 z rąk biskupa Mariana Fulmana. Jako młody kapłan został skierowany na studia specjalistyczne z biblistyki na wydziale teologicznym Katolickiego Uniwersytetu Lubelskiego. W 1935 przyznano mu tytuł licencjata, zaś w 1939 doktora teologii na podstawie rozprawy Chrystus Baranek w Piśmie Świętym, napisanej pod kierunkiem o. prof. Huberta Hoemaekera OFM Cap. oraz ks. prof. Józefa Kruszyńskiego. Z powodu II wojny światowej udało się ją opublikować dopiero w 1961.
W czasie studiów specjalistycznych pracował w duszpasterstwie. Dzięki jego staraniom w latach 1937–1938 przeniesiono drewniany kościół z lubelskich Bronowic do Kazimierzówki. W przededniu wojny został prefektem szkół powszechnych i średnich w Lublinie. Okupację spędził w Turowcu. W 1944 powrócił do Lublina. Będąc kapelanem kaplicy w domu dziecka przy ul. Sierocej, katechizował w szkołach podstawowych, Liceum Rolniczym, Liceum Sióstr Urszulanek i innych szkołach Lublina. W roku akademickim 1944–1945 prowadził wykłady zlecone z Nowego Testamentu na kursie wyższym wydziału teologicznego KUL-u. Został też wykładowcą języków: hebrajskiego, greckiego i łacińskiego. Zaangażowanie duszpasterskie biblisty przejawiało się też w publikacji kazań na łamach „Współczesnej Ambony”, głoszeniu konferencji w czasie tygodni biblijnych, głoszeniu rekolekcji parafialnych i dla grup specjalnych. Od 1945 był diecezjalnym moderatorem Sodalicji Mariańskiej dla dziewcząt.
W 1952 przejął wykłady z egzegezy Starego Testamentu oraz wstępu do Pisma Świętego na kursie zwyczajnym po biskupie Tomaszu Wilczyńskim. W 1956 zaczął publikować artykuły naukowe na łamach „Roczników Teologiczno-Kanonicznych”, „Ruchu Biblijnego i Liturgicznego” oraz w publikacjach zbiorowych. Zainteresowania naukowe Strąkowskiego dotyczyły qumranistyki, geografii i historii biblijnej. Był sekretarzem generalnym Towarzystwa Przyjaciół KUL oraz sekretarzem uczelnianej komisji wydawniczej.
W 1958 Pius XII mianował go biskupem pomocniczym diecezji lubelskiej i biskupem tytularnym Girby. Sakrę biskupią przyjął z rąk biskupa Piotra Kałwy 29 czerwca 1958. Współkonsekratorami byli biskupi Zdzisław Goliński i Tomasz Wilczyński. Wziął udział w I sesji soboru watykańskiego II. Pielgrzymował też z grupą biskupów polskich do Ziemi Świętej. Będąc biskupem, prowadził nadal wykłady uniwersyteckie na KUL-u ze wstępu do Pisma Świętego i Starego Testamentu oraz seminarium ze Starego Testamentu. W czasie wykładu monograficznego w 1958 omawiał m.in. wybrane kwestie z historii Izraela, geografii biblijnej, dotyczące źródeł pozabiblijnych do okresu Sędziów i Jozuego. Zajął się też osobą Sługi Jahwe we współczesnej biblistyce. W 1959 wydano w Poznaniu Podręczną Encyklopedię Biblijną, w której znalazło się 246 haseł jego autorstwa. W wydanej w 1965 Biblii Tysiąclecia znalazło się jego tłumaczenie Księgi Jozuego. Biblista przygotowywał komentarz do Księgi Jozuego do wielotomowego komentarza Pisma Świętego oraz rozprawę habilitacyjną na temat wykopalisk świadczących o historyczności tej księgi. Pełnił funkcję wikariusza generalnego diecezji. Zmarł 6 czerwca 1965 w Lublinie. Został pochowany na cmentarzu przy ul. Lipowej w Lublinie.
Autor wiersza Modlitwa o Wielką Polskę, który stał się tekstem pieśni Modlitwa Narodowych Sił Zbrojnych.

## Wybrana bibliografia naukowa
Dokładny spis publikacji naukowych biskupa Strąkowskiego opublikowano w 1966 na łamach „Roczników Teologiczno-Kanonicznych”Spis publikacji Ks. Bpa dra Henryka Strąkowskiego. „Roczniki Teologiczno-Kanoniczne. Pismo Święte”. XIII (1), s. 10-11, 1966. Lublin: Towarzystwo Naukowe KUL.:
- 1956 Pismo Święte w duszpasterstwie współczesnym, „Ruch Biblijny i Liturgiczny” 9 (1956) 143-159
- 1957 Manuskrypty i Gmina z Qumran, „Roczniki Teologiczno-Kanoniczne” 4 (1957) z. 2, 151-163
- 1957 Manuskrypty z Qumran a Pisma Nowego Testamentu, „Roczniki Teologiczno-Kanoniczne” 4 (1957) z. 2, 177-205
- 1957 Komentarz Habakuka, „Ruch Biblijny i Liturgiczny” 10 (1957) 394-416
- 1958 Manuskrypty z Qumran a chrześcijaństwo, Lublin
- 1959 Palestyna, w: „Studia biblijne”, Lublin, str. 127-142
- 1959 246 haseł biblijnych, w: „Podręczna Encyklopedia Biblijna”, t. I, II, Poznań
- 1960 Ofiara Sługi Jahwe, „Roczniki Teologiczno-Kanoniczne” 7 (1960) z. 3, 71-79
- 1961 Chrystus-Baranek w Piśmie Świętym. Studium z teologii biblijnej, Lublin
- 1961 Problem historyczny i literacki księgi Jozuego, „Ruch Biblijny i Liturgiczny” 14 (1961) 82-95
- 1961 Jerozolima, szkic historyczno-archeologiczny, w: „Ze współczesnej problematyki biblijnej”, Lublin
- 1963 Wykopaliska w Jerycho, „Roczniki Teologiczno-Kanoniczne” 10 (1963) z. 1, 93-106